# Janusz Wiśniewski (reżyser)
Janusz Wiśniewski (ur. 1 lipca 1949 w Świdwinie zm. 12 lipca 2025) – polski reżyser teatralny, w latach 2003–2011 dyrektor naczelny Teatru Nowego w Poznaniu, scenograf i autor plakatów. Laureat prestiżowych nagród międzynarodowych i polskichoraz Srebrnego Medalu Zasłużony Kulturze Gloria Artis.

## Życiorys
Z wykształcenia był polonistą, w 1974 ukończył studia na wydziale filologii polskiej Uniwersytetu Warszawskiego. W 1978 ukończył studia reżyserskie w Państwowej Wyższej Szkole Teatralnej w Warszawie. 
W 1979 nawiązał współpracę z Teatrem Nowym w Poznaniu i w tym samym roku wyreżyserował Balladynę. Od 2003 do 2011 roku był jego dyrektorem naczelnym. Został odwołany w czerwcu 2011; powodem podanym przez zarząd województwa były nieprawidłowości związane z kierowaniem teatrem.

## Nagrody
- 1983: Nagroda im. Konrada Swinarskiego za samodzielne i twórcze dokonania teatralne, zwłaszcza zrealizowane w Teatrze Nowym w Poznaniu autorskie przedstawienia Panopticum a la Mme Tussaud i Koniec Europy oraz za współudział w realizacji Manekinów Rudzińskiego w Op.Nar.
- 1983: Belgrad - Festiwal Teatralny BITEF - Grand Prix, Nagroda Publiczności oraz Nagroda Krytyków za autorskie przedstawienie Koniec Europy w Teatrze Nowym w Poznaniu
- 1984: Dyplom Ministerstwa Spraw Zagranicznych
- 1984: Poznań - Medal Młodej Sztuki przyznany przez „Głos Wielkopolski” i ZW ZSMP w Poznaniu za spektakle w Teatrze Nowym - Balladynę Juliusza Słowackiego oraz autorskie Panopticum a la Madame Tussaud i Koniec Europy
- 1984: Grand Prix Teatru Narodów za autorskie przedstawienia Panopticum a la Madame Tussaud i Koniec Europy w Teatrze Nowym w Poznaniu
- 1985: Edynburg - MFT - Specjalna Nagroda Dziennika Scotsman za autorskie przedstawienie Koniec Europy w Teatrze Nowym w Poznaniu
- 1990: Edynburg - MFT - First Fringe dla autorskiego przedstawienia Olśnienie w Zespole Janusza Wiśniewskiego w Warszawie
- 1993: Kłodzko - III Zderzenia Teatrów - Grand Prix, nagroda publiczności i nagroda młodych za autorskie przedstawienie Olśnienie w Zespole Janusza Wiśniewskiego w Warszawie
- 1994: II Festiwal Polskiej Twórczości TV, plebiscyt widzów - nagroda za przedstawienie Balladyna Juliusza Słowackiego
- 2004: Gdańsk - Złoty Yorick - nagroda w Konkursie na Najlepszą Inscenizację Dzieł Dramatycznych Williama Shakespeare'a (sezon 2003/2004) dla przedstawienia Król Ryszard III w Teatrze Nowym im. Tadeusza Łomnickiego w Poznaniu
- 2005: Edynburg - The Edinburgh Fringe Festival - Herald Angel Award za przedstawienie Doktor Faust wg Goethego w Teatrze Nowym im. Tadeusza Łomnickiego w Poznaniu. Nagrodę przyznał dziennik „The Herald”
- 2008: Gdańsk - Konkurs na najlepszą polską inscenizację dzieł Williama Shakespeare'a w sezonie 2007/2008 - Złoty Yorick za spektakl Burza w Teatrze Nowym w Poznaniu
- 2009: Poznań - Nagroda im. Tadeusza Żeleńskiego-Boya za autorskie spektakle w Teatrze Nowym w Poznaniu, a w szczególności inscenizacje Fausta, Burzy i Arki Noego
- 2014: Teatralna Nagroda Muzyczna im. Jana Kiepury w kategorii najlepszy reżyser
- 2015: Łódź - Złota Maska za najlepszą reżyserię w sezonie 2014/2015 za spektakl Szkoła żon na scenie Teatru Powszechnego w Łodzi
- 2017: Warszawa - International Opera Awards w kategorii „dzieło odkryte na nowo” za spektakl Goplana